# Gordon Jump

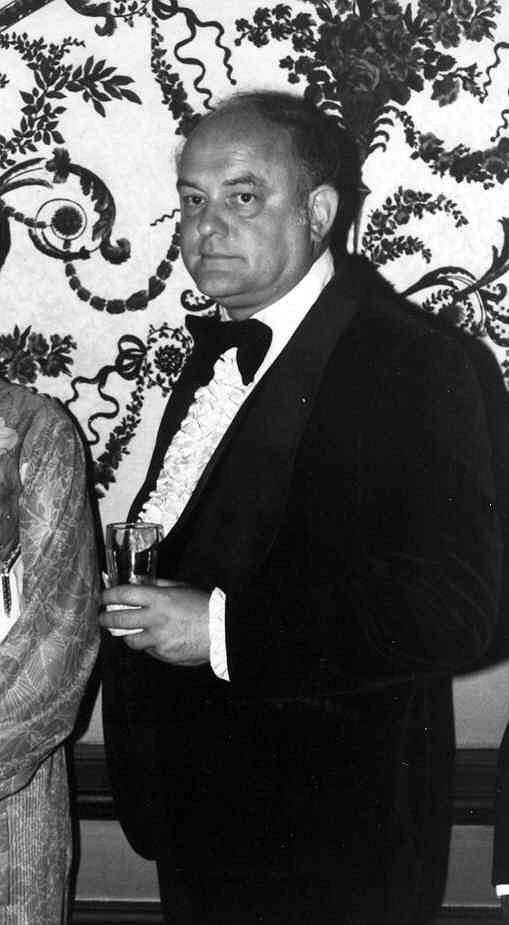
Gordon Jump (1979)

Gordon Alexander Jump (* 1. April 1932 in Dayton, Ohio, USA; † 22. September 2003 in Los Angeles, Kalifornien, USA) war ein US-amerikanischer Schauspieler.

## Biografie
Gordon Jump besuchte die Centerville High School und machte 1955 seinen Studienabschluss an der Otterbein University und 1957 seinen Abschluss an der Kansas State University. Anschließend begann er für Radio und Fernsehen in New York City und Topeka, Kansas zu arbeiten. Er präsentierte 1959 das Wetter auf WIBW-TV und spielte im Kinderprogramm Wib the Clown. Anschließend zog er nach Los Angeles, um seine Schauspielkarriere zu starten. Er debütierte 1964 in einer Folge der Fernsehserie Daniel Boone und spielte fortan kleinere Rollen in mehreren Fernsehserien und Fernsehfilmen. Für den Haushaltsgerätehersteller Maytag Corporation ersetzte Jump ab 1989 Jesse White als einsamen Kundendiensttechniker, der nichts zu tun hat, weil die Produkte von Maytag einfach unkaputtbar sind. Er verkörperte die Werbefigur bis 2003.
Am 22. September 2003 verstarb Jump an den Folgen einer Lungenfibrose.

## Filmografie (Auswahl)

### Film
- 1969: Tote Bienen singen nicht (Flareup)
- 1972: Eroberung vom Planet der Affen (Conquest of the Planet of the Apes)
- 1974: Anwalt gegen das Gericht (The Law)
- 1978: Hausbesuche (House Calls)
- 1978: Teufelskreis Alpha (The Fury)
- 1978: Vor den Augen der Welt (Ruby and Oswald)
- 1984: Zoff in der Hoover-Academy (Making the Grade)
- 1987: Perry Mason und die verlorene Liebe (Perry Mason: The Case of the Lost Love)
- 1994: Bittersüße Vergeltung (Bitter Vengeance)

### Serie
- 1964: Daniel Boone (Eine Folge)
- 1970: Drei Mädchen und drei Jungen (The Brady Bunch, zwei Folgen)
- 1970–1974: Die Partridge Familie (The Partridge Family, sieben Folgen)
- 1975–1976: Detektiv Rockford – Anruf genügt (The Rockford Files, zwei Folgen)
- 1975: Starsky & Hutch (Starsky and Hutch, zwei Folgen)
- 1977: Lou Grant (sechs Folgen)
- 1986–1991: Unser lautes Heim (Growing Pains, elf Folgen)
- 1994: Baywatch – Die Rettungsschwimmer von Malibu (Baywatch, zwei Folgen)
- 1997: Seinfeld (Zwei Folgen)